# Топонимия Башкортостана

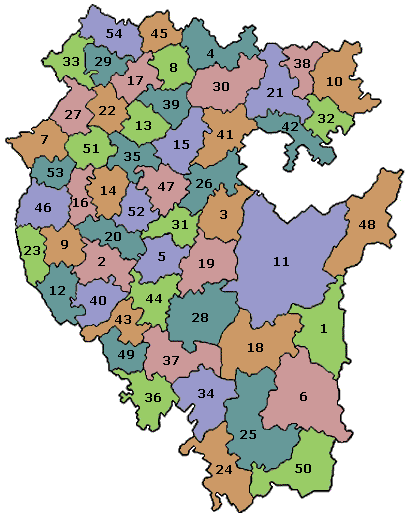
Административное деление Башкортостана

Топонимия Башкортостана — совокупность географических названий, включающая наименования природных и культурных объектов на территории Республики Башкортостан. По состоянию на 27 мая 2024 года, в Государственном каталоге географических названий в Республике Башкортостан зарегистрировано 13993 названия географических объектов, в том числе — 4562 названия населённых пунктов.

## Исследования топонимии
Топонимика, как наука, имеет подразделы: гидронимия, оронимия (названия форм рельефа — горы, овраги), ойконимия (название населенного пункта, ойконимы городского типа называются «астионимами», сельского типа — «комонимами»), микротопонимия (названия мелких ненаселённых объектов — урочищ, ручьев, охотничьих и рыболовных угодий, лугов, пашен).
Изучение топонимии Башкортостана и соседних областей Южного Урала началось в 1-й половине 18 века. Топонимия изучалась по трудам средневековых восточных авторов, русских писателей и учёных, памятникам башкирской литературы.
Научному изучению топонимии Башкортостана положил начало профессор Дж. Г. Киекбаев. В 70-80-е годы XX века проводились научные экспедиции по населенным пунктам Башкортостана, Курганской и Челябинской областей. Результатом трудов учёных было издание «Словаря топонимов Башкирской АССР». Вклад в изучение топонимии Башкортостана внесли ученые Т. М. Гарипов, Р. Г. Кузеев, Э. Ф. Ишбердин, Н. Х. Максютова, З. Г. Ураксин и др.

## Топонимические характеристики региона
Согласно оценке В. А. Жучкевича, Башкортостан относится к топонимическому региону «Урал», в котором А. К. Матвеев выделял четыре основных топонимических пласта:
1. древнеуральский, не объясняемый из ныне представленных в этих местах языков;
2. мансийский
3. коми-пермяцкий
4. тюркский[3].

Названия географических объектов в башкирском языке давались в соответствии с его нормами. При этом использовали следующие приёмы: основосложение, усечение, лексический способ, морфологический способ и др.
- Башкирские топонимы, созданные сложением, сращением слов: Бардабашйылга (Барҙабашйылға), Артсылы, Ереклейылга, Кышлауйылга, Эскайын-тубэ (Өсҡайынтүбә), Тирменкаштак, Тэпэйшыугантау (Тәпәйшыуғантау), Куссыжсанйылга, Ары Кайынлыкуль, Алатауайыр; Йэшелсулбашъялан (Йәшелсүлбашъялан); Бурэбейташйыйгантау, Янгантау (примеры даны в порядке количественно убывающей последовательности) включают и составные: Улугуртау, Урал-Тау, Шайтантау, Алайгыр йылгахы, Арыдланкуль тауы, Кесе Ерекле йылгахы, Бурегазган ауылы, Айыуалган акланы, Улуер йылгахы и др.
- В башкирских топонимах, созданных путём усечения слов, усечению подвергаются конечные элементы слова, а также их начальные и средние части: Талмас — от Эталмас, Сарнай — от Зулкарнай, Колой — от Мэхэммэтколой, Кесетсор — от Кесе Сотсор, Башбармак. Широкое развитие в башкирской топонимике получил способ одновременного усечения и аффиксации: ойконим Ибрай происходит от полной формы Ибрагим (Ибраһим ). В этом названии усечена конечная часть ойконима (-һим), оставшаяся (Ибра~) дополнена звуком -й, — аффиксоидом.
- Фонетические явления. Со временем, в процессе функционирования названия в нём произошло изменение какого-либо звука. Это изменение стало восприниматься на новое название. Так произошли названия: горы Арал тауы и Уралтау; река Сутолока и Сокалак (в башкирском языке бәләкәй йырын — овражек); Мэхэмэтгале куле; деревня Матрай — Мухаметрахим; озеро Гэуерле — Гаврил куле; Шабакул — Сабаткуль; гора Йосоп — Йопас тауы; гора Шахтау — Шэкетау; деревня Иман и Имэн и др.
- Топонимы образующиеся с участием аффиксов -лы, -ле, -лык, -л, -тай, -cap, -сэр, -лар, -лэр, -ыш, -ас, -эс; -са, -сэ, -an, -эн, -анатс, -энж; -ай; -эй; -тсай, -кэй; -а, -э; -кэу; -сы; -аба, -эбэ, -ма, -мэ; -мэк. Аффикс присоединяется к основе слова: Манышты, Лаклы (Улаклы или Ылаклы), Сабыргал, Мокаптей, Йукэсэр, Бурелэс, Багрышты, Авынся, Тэпэнэк, Килдекэй, Батмакай, Кустэнэ, Кипйэкэу, Отасы, Юлаба, Ыгышма, Сюйялмяк и др.

Башкирские топонимы разделяются на исконные и заимствованные. В названиях географических объектах встречаются финно-угорские заимствования, персидские, русские, чувашские, марийские, мордовские и др.
Часть башкирских слов остались в башкирской топонимии, но вышли из употребления в башкирском языке: тарлау «поле, нива» и я:}ы «степь, равнина».
Часть топонимов связана с отдельными башкирскими племенами. Так с племенем кыпчаков, названиями кыпчакских родов и родовых подразделений: Табын, Кирэй, Саткы, Харыш, Бишей, Сызгы йылгахы связаны названия населённых пунктов, рек, родников, гор, обрывов, переправ.

## Гидронимия
Названия части рек, озёр в Башкортостане происходят от башкирских слов: река Бе́лая — (баш. МФА: Ағиҙело файле), от тюркского ак — «белая» и древне-тюркского идель — «вода, река»; река Бальза (баш. Балоя — сложение бал 'мёд, медовая' + уя 'долина' «медовая долина»; река Дёма — от башкирского Дим — «омут», «глубокое место в реке»; озеро Аюкуль — от башкирских слов айыу — медведь, күл — озеро; озеро Киешки — от башкирского слова «ҡыйыш» — кривое.

## Оронимия
Происхождение названий гор, горных хребтов в Башкортостане: Алатау — в переводе с башкирского «пёстрые горы»; Баштау — главная гора; Биштау — «пять гор»; Балатау — малая гора; Карата́у — (баш. Ҡаратау «чёрная гора»), Зильмердак — с башкирского — останавливающий ветер, по другой версии, ел — «ветер», бар — «есть», ҙәк — «гора»; Улугуртау — с башкирского оло — большой, ҡыр — гребень и тау — гора.

## Ойконимия
Происхождение названий населенных пунктов в Башкортостане: Салават — от имени Салават (тюрк. молитва); Уфа — от гидронима «Уппа», старого названия реки «Уфа»; Стерлитамак — от слов Стерля, река на которой расположен город, и «тамак» — с башкирского «горло» или «устье».

### на русском языке
- Башкирская энциклопедия. Гл. ред. М. А. Ильгамов т. 1. А-Б. 2005. — 624 с.; ISBN 5-88185-053-X. т. 2. В-Ж. 2006. −624 с. ISBN 5-88185-062-9.; т. 3. З-К. 2007. −672 с. ISBN 978-5-88185-064-7.; т. 4. Л-О. 2008. −672 с. ISBN 978-5-88185-068-5.; т. 5. П-С. 2009. −576 с. ISBN 978-5-88185-072-2.; т. 6. Советы нар. хозяйства. -У. 2010. −544 с. ISBN 978-5-88185-071-5; т. 7. Ф-Я. 2011. −624 с.. науч.. изд. Башкирская энциклопедия, г. Уфа.
- Башкирские топонимы от личных имен / По материалам географических названий бассейна реки Дёмы // Башкирский языковедческий сборник. Уфа, 1975. — С.109-115.
- Жучкевич В.А. Общая топонимика. Издание 2-е, исправленное и  дополненное. — Минск: Вышэйная школа, 1968. — С. 432.
- Инструкция по русской передаче географических названий Башкирской АССР / Сост.: Г. И. Донидзе; Ред.: 3. Г. Ураксин. — М., 1983. — 39 с.
- Камалов А. А. Башкирская топонимия. Уфа, 1994.
- Кусимова Т. Х. Башкирские имена. Уфа, 1976.
- Матвеев А. К. Географические названия Урала: Топонимический словарь. — Екатеринбург: ИД «Сократ», 2008. — 352 с.
- Отводная книга по Уфе как источник по топонимии Башкирии // Археография и лингвистическая текстология Южного Урала. — Уфа, 1977. — С.84-88.
- Поспелов Е. М. Географические названия мира. Топонимический словарь / отв. ред. Р. А. Агеева. — 2-е изд., стереотип. — М.: Русские словари, Астрель, АСТ, 2002. — 512 с. — 3000 экз. — ISBN 5-17-001389-2.
- Словарь топонимов Башкирской АССР. — Уфа, 1980.
- Словарь топонимов Республики Башкортостан / сост.: А. А. Камалов, Р. З. Шакуров, З. Г. Ураксин, М. Ф. Хисматов. — Уфа : Китап, 2002. — 128 с. — 5000 экз. — ISBN 5-295-03192-6.
- Хисамитдинова Ф. Г. Башкирская ойконимия XVI—XIX вв. Уфа, 1991;
- Шакуров Р. З. По следам географических названий. Уфа, 1986;
- Шакуров Р. З. Историко-стратиграфическое и ареальное исследование башкирской топонимии Южного Урала и Предуралья : Дисс.. — Уфа, 2002.

### на других языках
- Шакуров Р. З. Башҡортостандың топонимия мираçы hәм уны өйрәнеү проблемалары (баш.) // Проблемы востоковедения. — 2010. — № 3 (49). — С. 34—39. — ISSN 2223-0564.